# 자메이카
자메이카(영어: Jamaica, 자메이카 크리올어: Jumieka 또한 Jomieka, 문화어: 져메이커)는 북아메리카 카리브해의 섬나라이다. 쿠바, 멕시코, 아이티와 가깝다.

## 역사
남아메리카 출신의 아라왁과 타이노 토착민들이 기원전 4,000년과 1,000년 사이 자메이카에 정착을 했다. 콜럼버스가 2차 탐험 항해 중인 1494년 4월에 자메이카를 탐험한 후 유럽에 알려지게 되었다. 그 당시 현재 구 항구로서 알려진 가장 인구가 많이 형성된 자메이카의 남 해안과 함께, 추장이 다스리는 200여개 이상의 마을이 있었다. 콜럼버스는 1503년 6월에 쿠바 해안에서 폭풍을 만나 탐사선이 좌초된 후 자메이카 섬에서 고립된 채 생활을 하기도 했다.
1655년에 영국의 호국경 올리버 크롬웰이 보낸 해군 제독 윌리엄 펜(William Penn)이 점령하였고 1660년에 스페인 인들을 완전히 추방하였다. 그러나 영국에서 온 정착민들은 산 속에 사는 탈출 노예들과 계속 싸워야 하였다. 영국이 점령한 이후에 영국의 해적들은 자메이카의 포트 로열(Port Royal)을 활동 거점으로 사용하였다.
1700년대에는 사탕수수가 주요 생산물이 되었고, 서반구에서 가장 중요한 노예 매매의 중심지가 되었다. 1783년에 영국은 탈출 노예들과 화평을 맺었으며, 100년 후인 1834년에 영국 의회는 노예제를 폐지하면서 자메이카의 모든 노예들도 해방시켰다. 해방 노예들은 독립적인 농부들이 되었다. 1865년에는 농장 지주들과 고용인 사이의 갈등으로 반란이 일어나자, 영국 정부가 자메이카를 왕실의 식민지로 삼았다.
1930년대말 대공황 결과 영국 직할식민지 체제에 대한 불만이 높아져 폭동이 일어나고 노동조합이 결성된 후 자치에 대한 요구가 거세어졌다. 이후 영국연방 내의 식민지로서 1944년 의회를 설치하고 새로운 헌법도 제정하였는데, 양원제의 입법부, 내각제의 행정부, 성인의 보통참정권에 대한 내용을 담고 있다. 1953년에는 내각정부(內閣政府) 제도를 수립하였으며, 1959년에는 완전한 내정자치권을 획득하여 자치정부를 구성하였으며, 1962년에는 영국 연방 내의 독립국이 되었다.

## 지리
자메이카는 중앙아메리카에 있는 나라로 카리브해에서 세 번째로 큰 섬이고 영어를 쓰는 인구가 가장 많은 곳이기도 하다. 자메이카는 블루 산맥의 본산지이며 좁은 평원으로 둘려싸여 있다. 모든 주요 도시와 마을이 해안에 있다. 주요 도시로는 킹스턴, 포트모어, 만데빌, 오초 리오스, 포트 안토니오 등이 있다.

## 기후
자메이카의 기후는 열대 기후이므로 덥고 습하다. 하지만 고지대 내륙지방으로 가면 기후가 좀 더 온난해진다. 남쪽 해안 지방의 평원 일대는 상대적으로 반건조 기후로서 비가 많이 내린다.

## 사람과 언어
공용어로 영어를 사용하나 주민 대다수는 자메이카 파트와어를 사용한다. 그 외에도 소수의 스페인어 사용자와 포르투갈어 사용자들이 남아 있다. 아프리카계 흑인이 대부분을 차지한다. 나머지는 유럽인, 혼혈인, 아시아인(중국, 인도)이다.

## 인구
자메이카의 총인구수는 2015년 기준으로 2,793,335명이다. 인구 증가율은 0.38%(2010년~2015년)로 낮은 수준을 유지하고 있다. 인구밀도는 257.9km2이며 세계 평균인 56.5명/km2와 비교해보면 매우 높다. 자메이카 전체 인구의 54.8%(2015년 기준)가 도시에 거주하고 있다. 중위연령은 평균 29.1세로 높은 편이다. 노인인구비율이 9.14%로 고령화사회에 속한다.

## 경제
사탕수수와 보리 농업의 시작으로 농업 시장의 길을 열었다.

## 문화
세계 팝문화에 많은 영향을 끼쳤으며 특히 레게는 자메이카의 음악 중 세계적으로 잘 알려진 음악이다. 자메이카 출신 유명 가수로는 밥 말리, Black Uhuru(블랙 우후루), Culture(컬쳐) 등이 있다.

## 스포츠
자메이카는 세계적인 육상 강국으로 우사인 볼트가 대표적인 육상 스타로 손꼽히는 가운데 그 외에도 자메이카에서 태어나 다른 나라로 이주한 육상 선수들도 많으며 하계 올림픽이나 세계 육상 선수권 대회 등의 세계 대회에서 3위 이상의 성적을 꾸준히 거두고 있다.
반대로 축구의 경우 1998년 FIFA 월드컵 이후에는 월드컵 본선과는 인연이 없지만 그래도 일본과의 조별리그 최종전에서 2-1로 꺾으며 월드컵 본선 첫 승을 챙겼고 CONCACAF 골드컵 본선에는 무려 15번 참가하여 이 중 2번의 대회에서 준우승(2015, 2017)을 차지하는 등 국제 대회에서 두각을 계속해서 드러내고 있다.
그리고 자메이카 축구 선수들 가운데 잉글랜드 프리미어리그, 스코티시 프리미어십, 프랑스 리그앙, 루마니아 리가 I, 튀르키예 쉬페르리그 등 유럽의 상위권 리그와 미국의 최상위 리그인 메이저 리그 사커로 진출하는 선수들이 생겨나고 있으며 육상 강국답게 민첩하고 빠른 윙어형 선수들도 늘어나고 있는 추세다.
이외에도 잉글랜드 EFL 챔피언십 같은 유럽의 하위권 리그, 미국의 하위권 리그인 USL 챔피언십은 물론 사우디 프로페셔널리그 같은 아시아의 상위권 리그에서 뛰고 있는 선수들도 늘어나고 있다.

## 군사
이 나라는 모병제를 실시한다.

## 외교
대한관계
한국과는 1962년에 수교하였으며 조선민주주의인민공화국과는 1974년에 수교하였으나 1993년에 단교하였다.